# Santiago Alonso del Conte
Santiago Alonso del Conte (Yerba Buena, Tucumán, Argentina, 3 de julio de 1989) es un exfutbolista argentino que jugaba como delantero.

## Trayectoria

### Atlético Tucumán
Alonso del Conte se inició en las divisiones inferiores del CEF 18 y luego pasó al Club Atlético All Boys de Tucumán . En 2009 llego a Atlético Tucumán. En el año 2010 debutó con la camiseta del decano en primera división . Estuvo en el club hasta el 2011.

### San Jorge
En 2012 pasó a San Jorge. En el expreso jugó durante un año.

### Deportivo Aguilares
En el 2013 se unió a Deportivo Aguilares. En el celeste de Aguilares disputó una temporada.

### Talleres de Perico
A mediados de 2014 viajó a Jujuy y se sumó a Talleres de Perico. En el equipo periqueño jugó hasta el 2015.

### Vélez de San Ramón
En el año 2015 pasó a Vélez de San Ramón. En el equipo santiagueño tuvo un breve paso.

### Atlético Concepción
En el 2016 volvió a Tucumán y se unió a Atlético Concepción.

### San José
En el 2017 pasó San José de Yerba Buena, donde se retiró del fútbol.

## Clubes
| Club                | País      |
| ------------------- | --------- |
| Atlético Tucumán    | Argentina |
| San Jorge           | Argentina |
| Deportivo Aguilares | Argentina |
| Talleres de Perico  | Argentina |
| Vélez de San Ramón  | Argentina |
| Atlético Concepción | Argentina |
| San José            | Argentina |